# Ośrodek-Wyżnica
Ośrodek-Wyżnica (Wyżnica-Folwark) – wieś w Polsce położona w województwie lubelskim, w powiecie kraśnickim, w gminie Kraśnik. Stanowi eksklawę gminy Kraśnik.
W latach 1939–1972 w granicach miasta Kraśnika. Kolejne działki Ośrodka-Wyżnicy o powierzchni 45,97 ha włączono do Kraśnika 1 stycznia 2011.
W latach 1975–1998 miejscowość administracyjnie należała do ówczesnego województwa lubelskiego.